# Vlag van Sirjansland

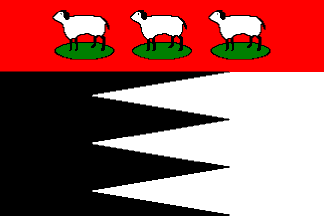
Vlag van Sirjansland

De vlag van Sirjansland werd in 2001 door het Nederlandse dorp Sirjansland in gebruik genomen. De vlag is gebaseerd op het gemeentewapen. Het schildhoofd van het wapen is geel, maar op de vlag is het rood.

## Verwante afbeeldingen

Het wapen van Sirjansland

Boschkapelle
· Cadzand
· Clinge
· Eede
· Graauw en Langendam
· Haamstede
· 's-Heer Arendskerke
· 's-Heerenhoek
· Heille
· Heinkenszand
· Hengstdijk
· Hoedekenskerke
· Hoek
· Hoofdplaat
· Koewacht
· Kwadendamme
· Nieuwerkerk
· Nieuwvliet
· Ossenisse
· Ouwerkerk
· Overslag
· Philippine
· Retranchement
· Rilland
· Scharendijke
· Serooskerke (Schouwen-Duiveland)
· Serooskerke (Veere)
· Sint Anna ter Muiden
· Sint-Annaland
· Sint Kruis
· Sirjansland
· Stoppeldijk
· Yerseke